# Egressy Béni Két Tanítási Nyelvű Általános Iskola
A Gyöngyösi Egressy Béni Két Tanítási Nyelvű Általános Iskola Gyöngyösön, az Iskola út 1. szám alatt található.

## Története
Az iskola 1966. szeptember 1-jén nyitotta meg kapuit, az újonnan épült városrészben Gyöngyösön a 80-as lakótelepen. Az általános iskolai képzés mellett itt kapott helyet a Berze Nagy János Gimnázium négy osztállyal 1970-ig. 1976-tól ének-zene tagozatos osztályok működtek, az iskola kórusai itthon és külföldön jelentős eredményeket érnek el kórusfesztiválokon, és szinte minden évben részt vesznek rádiófelvételen. Az 1996/97-es tanévtől bevezetésre került az emelt szintű matematika, majd új tantárgyként a számítástechnika tanítását is elkezdték a feltételek kialakulása után. A 2004/2005-ös tanévtől kezdődően emelt szintű idegen nyelv oktatása is helyet kapott az intézmény falai között. A 2006/2007-es tanévtől bevezették a kompetencia alapú oktatást.

## Az iskola névadója
A 6. számú Általános Iskola 1994-ben, színvonalas névadó ünnepség keretében vette fel az Egressy Béni nevet. Az intézmény vezetősége pályázatot írt ki, melyet Simon Endréné magyar – történelem szakos tanár nyert meg és javaslatára változott meg az iskola neve. 2008-tól használja az iskola az Egressy Béni Két Tanítási Nyelvű Általános Iskola elnevezést.

## Az iskola felújítása
Az Intézmény épülete az 1966-os átadása óta nagyobb felújításon nem esett át, így az iskola épülete veszélyessé vált. Az iskola tanulói a felújítás idejére az egykori Almásy Pál Szakközépiskola épületében folytatták tanulmányaikat (3200 Gyöngyös, Zrínyi utca 3.) A felújítási munkálatok a 2010/11-es tanév elejére elkészült, azaz a diákok 2010. szeptember 1-jén visszakerülhettek az új és megszépült „anyaépületbe”.